# 宍戸広隆
宍戸 広隆（ししど ひろたか、貞享3年1月3日（1686年1月26日） - 元文元年11月5日（1736年12月6日））は、長州藩毛利家家臣。宍戸家第19代当主。
もともとは安芸熊谷氏の生まれで、父は熊谷就実、母は小倉要盛の娘。叔父（就実の実弟）である宍戸就延の娘を正室に迎える形でその婿養子となる。また、実家を継いだ実弟・熊谷元貞（帯刀）の次男・宍戸広周を養子とした。通称は彦四郎、河内、美濃。

## 生涯
貞享3年（1686年）、長州藩士熊谷就実の長男として生まれる。藩主毛利吉広より偏諱の授与を受け広隆と名乗る。
享保7年（1722年）、叔父宍戸就延の死去により、その家督を相続して三丘領主、長州藩一門家老となり、藩主毛利吉元、宗広に仕えた。享保8年（1723年）、藩主吉元の娘皆姫の、薩摩藩主島津継豊への輿入れの際に、御輿役を務める。
元文元年（1736年）11月5日死去。享年51。家督は甥で養子の宍戸広周が相続した。